# Ugljan
Ugljan (italsky Ugliano) je chorvatský ostrov. Nachází se severozápadně od ostrova Pašman a jihovýchodně od ostrovů Sestrunj a Rivanj ve skupině Severodalmatských ostrovů. S ostrovem Pašman je propojen mostem přes průplav Ždrelac. Rozloha ostrova je 50.21 km², na délku měří 22 km, na šířku skoro 3,8 km.

## Geografie
Vápencová část ostrova je pokryta převážně makchiemi, zatímco dolomitová část je využívána pro zemědělství. Z významnějších zátok je na severozápadě ostrova zátoka Muline; Lamjana Vela a Lamjana Mala na jihovýchodě. Východní pobřeží se mírně svažuje do moře.

## Sídla
Na ostrově se nachází 7 samostatných vesnic, přičemž pět z nich připadá opčině Preko a dvě (Kali a Kukljica) tvoří samostatné opčiny zahrnující pouze jedno sídlo. Vesnice se nacházejí při východním pobřeží, od severu k jihu v tomto pořadí: Ugljan, Lukoran, Sutomišćica, Poljana, Preko, Kali a Kukljica. Největším sídlem na ostrově je vesnice Kali (1 638 obyvatel), nejmenším vesnice Poljana (294 obyvatel).